# Simon Banza
Simon Bokoté Banza (* 13. August 1996 in Creil) ist ein französisch-kongolesischer Fußballspieler.

## Verein
Banza begann seine fußballerische Laufbahn bei den beiden französischen Amateurklubs AFC Creil sowie US Chantilly. Anschließend wechselte er von dort in die Jugendabteilung des RC Lens. 2014/15 kam er zunächst nur in dessen zweiter Mannschaft in der National 2 zum Einsatz. Am 20. November 2015 (15. Spieltag) debütierte er für die Profis des Zweitligisten gegen Chamois Niort, als er in der 77. Minute für Jonathan Nanizayamo eingewechselt wurde. Gegen den FC Bourg-Péronnas schoss er am 6. Mai 2016 (37. Spieltag) sein erstes Tor im Profibereich, als er den 2:1-Anschlusstreffer in der Nachspielzeit schoss. Insgesamt lief er in der Saison 18 Mal auf und schoss dieses eine Tor.
Nach nur einem Einsatz in der Hinrunde, wurde er in der Winterpause in die National an die AS Béziers verliehen. Dort debütierte er am 13. Januar 2017 (18. Spieltag) bei einem 4:0-Sieg über den CA Bastia in der Startelf. Bis zum Saisonende kam er in zehn weiteren Drittligaspielen zum Einsatz. In der Saison darauf wurde er erneut verliehen, diesmal an die Union Titus Petingen nach Luxemburg. Am 20. August 2017 (3. Spieltag) debütierte er gegen Victoria Rosport nach Einwechslung in der 61. Minute für Khalid Lahyani. Im Spiel darauf (4. Spieltag) schoss er bei der 7:1-Niederlage gegen den FC Progrès Niederkorn sein erstes Tor für die Union. In der gesamten Saison lief er 21 Mal in der BGL Ligue auf und schoss dabei 13 Tore, hinzu kamen fünf Tore aus vier Pokalspielen.
2018/19 fiel er lange aufgrund eines Kreuzbandrisses aus und spielte so nur fünfmal in der Liga (1 Tor) und viermal in den Aufstiegsplayoffs (1 Tor). Nach dem Scheitern im Finale gegen den FCO Dijon entwickelte sich Banza zum Stammspieler bei Lens und spielte 24 Mal in der Liga, wobei er sieben Mal traf. Als Tabellenzweiter schaffte man in dieser Saison den Aufstieg in die Ligue 1. Sein Ligue-1-Debüt gab er am 23. August 2020 (1. Spieltag) gegen OGC Nizza nach Einwechslung gegen Ignatius Ganago. Beim 4:4 gegen Stade Reims schoss er in der 21. Minute die Führung und somit sein erstes Tor im französischen Oberhaus. In der Saison entwickelte sich Banza bei Lens zum Stammspieler und spielte hin und wieder auch von Beginn an.
Ende August 2021 wurde er in die portugiesische Primeira Liga an den FC Famalicão verliehen. Bei seinem Ligadebüt schoss er, in der Startelf stehend, seine ersten beiden Tore und sicherte somit das 2:2-Unentschieden gegen den Moreirense FC. In der kompletten Spielzeit erzielte er in 29 Partien 14 Tore für die Portugiesen. Anschließend wurde Banza dann vom Ligarivalen Sporting Braga fest unter Vertrag genommen. Bereits im ersten Saisonspiel konnte der Stürmer beim 3:3-Unentschieden gegen Sporting Lissabon einen Treffer für seine neue Mannschaft erzielen. In der Saison 2023/24 nahm er mit dem Verein an der Gruppenphase der UEFA Champions League teil. Dort kam er in allen sechs Partien zum Einsatz, rutsche als Tabellendritter jedoch hinab in die UEFA Europa League und schied in der Zwischenrunde trotz zweier Treffer von Banza gegen Qarabağ Ağdam (2:4, 3:2 n. V.) aus. Am Ende der Spielzeit gewann er jedoch mit dem nationalen Ligapokal den ersten Titel seiner Karriere.
Ab dem 3. September 2024 stand Banza leihweise beim türkischen Erstligisten Trabzonspor unter Vertrag, erzielte dort bis zum Saisonende in 31 Ligaspielen insgesamt 19 Treffer und gab fünf Assists. Außerdem erreichte er mit dem Verein das nationale Pokalfinale, welches man gegen Galatasaray Istanbul mit 0:3 verlor. In diesem Wettbewerb traf er in sechs Partien drei Mal und gab zwei Vorlagen. 

## Nationalmannschaft
Am 13. Oktober 2023 debütierte Banza in einen Testspiel gegen Neuseeland für die A-Nationalmannschaft der Demokratischen Republik Kongo. Beim 1:1-Unentschieden im spanischen Murcia wurde er in der 79. Minute für Cédric Bakambu eingewechselt. Einen Monat später kam er dann in der WM-Qualifikation gegen den Sudan (0:1) zu seiner Pflichspielpremiere für die Auswahl. Anfang 2024 nahm er mit der Mannschaft am Afrika-Cup teil und erreichte dort den vierten Platz. Seine ersten beiden Treffer erzielte Banza am 8. Juni 2025 beim 3:1-Testspielsieg gegen Madagaskar im französischen Orléans.

## Erfolge
- Portugiesischer Ligapokalsieger: 2024